# Țreșnovo, Kiustendil
Țreșnovo (în bulgară Црешново) este un sat în comuna Kiustendil, regiunea Kiustendil,  Bulgaria. 

## Demografie
Componența etnică a satului Țreșnovo
     Bulgari (100%)
     Nicio identificare (0%)
     Altele (0%)
La recensământul din 2011, populația satului Țreșnovo era de 12 locuitori. Din punct de vedere etnic, toți locuitorii erau bulgari.